# كنال+ سيريز
كنال+ سيريز هي قناة تلفزيونية فرنسية مدفوعة. تبث القناة العديد من المسلسلات بعد أيام قليلة من بثها في أمريكا (باللغة الإنجليزية مع ترجمة فرنسية) ، لكنها تبث أيضًا مسلسلات مدبلجة بالفرنسية أو المسلسلات الفرنسية. تبث القناة أيضًا المسلسلات من قنوات أخرى كنال+ ( سوبور غاتوري ، العائدون ، إلخ. . . . ).